# Jan Myrdals stora pris – Leninpriset
Jan Myrdals stora pris – Leninpriset är ett svenskt kulturpris som årligen delas ut av entreprenören Lasse Diding till en i Sverige verksam författare eller konstnär som verkar i en samhällskritisk och upprorisk vänstertradition. Priset hade 2009–2015 namnet ”Jan Myrdals stora pris – Leninpriset”. 2016 hade priset namnet ”Jan Myrdalbibliotekets stora pris – Leninpriset”. Från 2017 omtalades priset enbart som ”Leninpriset”. Från 2022 heter priset åter ”Jan Myrdals stora pris – Leninpriset”. Priset på 100 000 kronor är ett av Sveriges beloppsmässigt största litterära priser.

## Historia
Priset instiftades i samband med Jan Myrdalsällskapets grundande 2008, på initiativ av bland andra entreprenören Lasse Diding inför Jan Myrdals och Andrea Gaytan Vegas bröllop. Fram till 2017 utsågs pristagaren, som kan nomineras av vem som helst, av styrelsen för Jan Myrdalsällskapet och skulle då gå till en i Sverige verksam ”författare eller konstnär som verkar i Jan Myrdals samhällskritiska och upproriska tradition”. Denna tradition kallades av prisutdelarna ”refraktär”. Under 2016–2018 genomförde Jan Myrdalsällskapet en stadgeförändring med syfte att skilja priset från Jan Myrdals person och från Jan Myrdalsällskapet. Jan Myrdal uppges strax före sin död ha kommit överens med Lasse Diding om att de ursprungliga namnen på priserna skulle återställas, och priset kallas sedan 2022 ”Jan Myrdals stora pris – Leninpriset”.

## Mottagande
Valet att uppkalla priset efter Vladimir Lenin har varit kontroversiellt, bland annat har Peter Englund kritiserat namnvalet på sin blogg. Författaren Susanna Alakoski tackade år 2013 nej till priset då hon sade sig inte vilja förknippas med ”totalitära ideologier eller regimer”. Priset och den aktuella pristagaren Maj Sjöwall kritiserades samma år av Carl Bildt, som menade att Sjöwall skulle skämmas.

## Pristagare

### Jan Myrdals stora pris – Leninpriset
2016 hette priset ”Jan Myrdalbibliotekets stora pris – Leninpriset” och 2017–2021 kallades priset blott ”Leninpriset”.
- 2009 – Mattias Gardell, författare och religionshistoriker
- 2010 – Roy Andersson, filmregissör
- 2011 – Maj Wechselmann, dokumentärfilmare
- 2012 – Sven Lindqvist, författare (efter att Göran Palm hade tackat nej)[11]
- 2013 – Maj Sjöwall, författare och manusförfattare (efter att Susanna Alakoski tackat nej till priset.)
- 2014 – Jan Guillou, journalist och författare
- 2015 – Mikael Wiehe, musiker och textförfattare
- 2016 – Mikael Nyberg, författare och redaktör (efter att Åsa Linderborg tackade nej när Jan Myrdal protesterade mot juryns val och då ville Kajsa "Ekis" Ekman inte ha priset som andrahandsval)[11]
- 2017 – Stefan Jarl, filmregissör
- 2018 – Sven Wollter, skådespelare och författare
- 2019 – Göran Therborn, professor och marxistisk sociolog
- 2020 – Kajsa "Ekis" Ekman, journalist och författare
- 2021 – Nina Björk, journalist, litteraturvetare och författare
- 2022 – Carl-Göran Ekerwald, författare och översättare
- 2023 – Karl Ove Knausgård, norsk författare
- 2024 – Martin Hägglund, svensk-amerikansk filosof, professor vid Yaleuniversitetet

## Extra Leninpris
2022 utdelades även ett extra humanitärt Leninpris på 50 000 kr att fördelas lika mellan krigsoffren i Jemen och Ukraina.